# Земомысл Иновроцлавский
Земомысл Иновроцлавский (пол. Ziemomysł Inowrocławski; между 1245 и 1248 годами — 1287) — один из польских князей периода феодальной раздробленности. Князь иновроцлавский (1267—1271 и 1278—1287)

## Биография
Земомысл был вторым сыном куявского князя Казимира I от второго брака с Констанцией Вроцлавской, дочерью князя-принцепс Польши Генриха II Набожного.  Представитель мазовецкой линии династии Пястов. 
В 1257 году мать Земомысла умерла, и отец вторично женился на Ефросинье Опольской. Мачеха невзлюбила двух своих пасынков и после того, как у нее родился собственный сын, стала пытаться устранить их из линии наследования. Считается, что она даже пыталась отравить их, хотя этот факт не доказан. 
В 1267 году умер Казимир I и его владения были разделены между сыновьями. Лешек Чёрный получил Ленчицкое княжество, Земомысл унаследовал северную часть Куявии с центром в Иновроцлаве, а их младшие единокровные братья получили разделили Добжинское княжество и южную часть Куявии с центром в городе Бжесць-Куявский.
В самом начале своего самостоятельного правления Земомыслу пришлось пережить опустошительный проход по территории его княжества армии короля Чехии Пржемысла Оттокара II, направлявшегося с крестовым походом против язычников литовцев. Вероятно, именно в это время Земомысл установил тесные контакты с Тевтонским орденом и князем Померелии Самбором II, которые впоследствии принесли ему серьезные неприятности.
В 1268 году Земомысл женился на дочери Самбора II Саломее. Тесть прислал ему в помощь отряд немецких рыцарей, которые своим заносчивым поведением в 1269 году спровоцировали восстание местных жителей. Восставшие, которых возглавил епископ куявский Волимир, призвали на помощь великопольского князя Болеслава Набожного, известного своими антинемецкими настроениями. Болеслав захватил Радзеюв, Крушвицу и Быдгощ, и Земомысл был вынужден пойти на уступки восставшим. Он предоставил епископу Волимиру дополнительные привилегии и с его помощью восстановил контроль над своими землями.
В 1271 году Земомысл поддержал своего тестя в войне с его племянником Мстивоем II. Это решение спровоцировало очередное вторжение Болеслава Набожного, союзника Мстивоя II, которое, в сочетании с очередным восстанием его подданных, вынудило Земомысла бежать. Болеслав правил в Иновроцлаве до 1273 году, после чего уступил княжество Лешеку Черному. Земомысл вернул себе свои земли только в 1278 году в результате соглашения между Болеславом Набожным и Лешеком Черным в Лёнде, по которому Лешек Черный вернул Иновроцлав своему брату после его обещания дистанцироваться от всех своих немецких советников. Несмотря на окончание конфликта, Болеслав Набожный сохранил за собой  Радзеюв и Крушвицу.
Полная нормализация правления Земомысла произошла два года спустя на съезде в Ржепке, где было достигнуто соглашение с Мстивоем II, что  после его смерти Вышогрудская каштеляния должна была вернуться в состав Иновроцлавского княжества. Окончательный разрыв с его прогерманской политикой произошел в 1284 году, когда Земомысл поддержал своего брата Лешека в войне против Тевтонского ордена. Подробности этого конфликта неизвестны. Земомысл также начал процесс предоставления городских привилегий своим подданным, наделив ими город Гневково.
Земомысл умер в конце 1287 года, между октябрем и 24 декабря. Опекунами его детей стали вдова князя Саломея и его единокровный брат Владислав Локетек.

## Брак и дети
29 февраля 1268 года Земомысл женился на Саломее, дочери померельского князя Самбора II. Дети от этого брака:
- Евфимия (ум. ок. 1278)
- Фененна (ок. 1278—1295), супруга короля Венгрии и Хорватии Андраша III
- Лешек (ок. 1275 — ок. 1340), князь иновроцлавский
- Пшемысл (ок. 1278 — 1338/1339), князь иновроцлавский и cерадзский
- Казимир (1280/1287 — 1347/1350), князь иновроцлавский и гневковский
- Констанция (1268/1280 — 1331), монахиня в Тшебнице